# Eunuchus
Eunuchus (L'eunuco) è una commedia dell'autore latino Publio Terenzio Afro.
L'opera è una contaminazione di due opere di Menandro, l'Eunuchus e il Colax. Fu rappresentata nel 161 a.C.

## Trama
La protagonista è Taide, una etera amata dal soldato Trasone e dal giovane Fedria. Trasone dona alla cortigiana una schiava di nome Panfila, di cui si innamora Chèrea (fratello di Fedria) che, travestito da eunuco, si incontra segretamente con lei. Trasone cerca poi di riprendersi Panfila, ma alla fine lei viene liberata scoprendo di essere cittadina ateniese. Potrà così avvenire il matrimonio tra lei e Chèrea, mentre Taide preferirà convivere con Fedria.
Taide è presente anche nel XVIII canto dell'Inferno della Divina Commedia. Essa infatti è nominata da Virgilio:
mi disse "il viso un poco più avante,

sì che la faccia ben con l'occhio attinghe
di quella sozza e scapigliata fante

che là si graffia con l'unghie merdose

e or s'accoscia, e ora è in piedi stante.
Taidè è, la puttana che rispose

al drudo suo quando disse "Ho io grazie

grandi appo te?": "Anzi maravigliose!"
E quinci sian le nostre viste sazie".»
L'ultima parte è tratta proprio dall'Eunuchus. Infatti nella prima scena dell'atto III, il soldato Trasone chiede al mezzano Gnatone (per tramite del quale aveva inviato Panfilia a Taide) se questa gliene sia grata: «Magnas vero agere gratias Thais mihi?»; e Gnatone risponde affermativamente: «Ingentes». Dante conobbe il passo di Terenzio attraverso la citazione di Cicerone (Laelius de amicitia, 26) dove la battuta del dialogo è riferita come un esempio di adsentatio: «satis erat respondere "magnas", "ingentes", inquit: semper auget adsentator id, quod is cuius ad voluntatem dicitur, vult esse magnum». Nel contesto ciceroniano non risultavano chiaramente gli interlocutori delle due frasi citate ed era possibile equivocare, come Dante ha fatto, scambiando Thais per un vocativo e attribuendo alla ragazza la risposta.